# Пайян
Пайян (порт. Paião; МФА: [paj.ˈɐ̃w]) — парафія в Португалії, у муніципалітеті Фігейра-да-Фош. Розташована в західній частині країни, на теренах історичної португальської провінції Бейра. Входить до складу округу Коїмбра. За адміністративним поділом, чинним до 1976 року, терени парафії були складовою провінції Берегова Бейра. Належить до Коїмбрської діоцезії Католицької церкви. Патрон — Діва Марія. Площа — 21,2741 км². Населення — 2268 ос. (2011). Слабо урбанізований регіон. Густота населення — 106,61 осіб/км²
. Код — 060509.

## Населення
| Кількість мешканців | Кількість мешканців | Кількість мешканців | Кількість мешканців | Кількість мешканців | Кількість мешканців | Кількість мешканців | Кількість мешканців | Кількість мешканців | Кількість мешканців | Кількість мешканців | Кількість мешканців | Кількість мешканців | Кількість мешканців | Кількість мешканців |
| ------------------- | ------------------- | ------------------- | ------------------- | ------------------- | ------------------- | ------------------- | ------------------- | ------------------- | ------------------- | ------------------- | ------------------- | ------------------- | ------------------- | ------------------- |
| 1864                | 1878                | 1890                | 1900                | 1911                | 1920                | 1930                | 1940                | 1950                | 1960                | 1970                | 1981                | 1991                | 2001                | 2011                |
| 5 082               | 5 304               | 5 768               | 5 903               | 6 179               | 6 139               | 3 159               | 3 545               | 3 511               | 3 484               | 2 891               | 3 090               | 1 995               | 2 404               | 2 268               |